# Элияху, Мордехай
Раввин Мордеха́й Цемах Элия́ху (ивр. מרדכי צמח אליהו‎ ;12 марта 1928, Иерусалим, Палестина — 7 июня 2010, Иерусалим, Израиль) — главный сефардский раввин Израиля («Ришон ле-Цион») с 1983 года по 1993 год, духовный лидер национально-религиозного лагеря Израиля и партии «Мафдал».

## Биография
Родился в Иерусалиме в семье Салмана и Мазаль Элияху. Отец Мордехая Элияху происходил из семьи багдадских раввинов. Его мать, Мазаль, была сестрой раввина Иегуды Цдаки и внучкой сестры раввина Йосефа Хаима, более известного как «Бен иш Хай».
Отец Мордехая Элияху умер, когда мальчику было 11 лет.
Учился в йешиве «Порат Йосеф» у раввина Эзры Аттьи. Позже был очень близок к Элияху был рабби Исраэль абу-Хацира, известный также как Баба-Сали.
В 1948 участвовал в обороне еврейского квартала Старого города Иерусалима от иорданцев. В 1950 году был одним из лидеров подпольной организации «Брит Канаим», требующую установить в Израиле теократическую систему. Рав Элияху клеил призвания и устраивал разгромы магазинов, которые торговали некашерными продуктами. Был арестован и сидел в тюрьме 10 месяцев. В 1960 году сдал экзамены на религиозного судью и стал самым молодым религиозным судьей в Израиле и избран судьей раввинского суда в Беэр Шеве. В 1960 также по просьбе главного раввина Ицхака Нисима перевез из Италии кости рава Хаима Йосефа Давида Азулай и перезахоронил их на Хан ха-Менухот. В 1964 был переведен в иерусалимский суд, а с 1967 является членом высшего раввинского суда при главном раввинате.
В 1983 году Мордехай Элияху сменил Овадью Йосефа на посту главного сефардского раввина Израиля.
Раввин Элияху еженедельно публиковал статьи на тему недельной Главы Торы в издании «Коль Цофьях».
25 апреля 2008 года, в седьмой день Песаха, у Мордехая Элияху случился острый инфаркт миокарда, после чего ему сделали неудачную катетеризацию, а затем — коронарное шунтирование. Рав Элияху умер 7 июня 2010 года, после двух лет, прошедших со времени ухудшения состояния его здоровья. Множество последователей раввина Элияху присутствовали на его похоронах. Он был похоронен в Иерусалиме, возле места захоронения раввина Хаима Давида Азулая, останки которого рав Элияху привёз в Израиль 50 лет назад.

## Позиции

### Галахические постановленияраввина Элияху

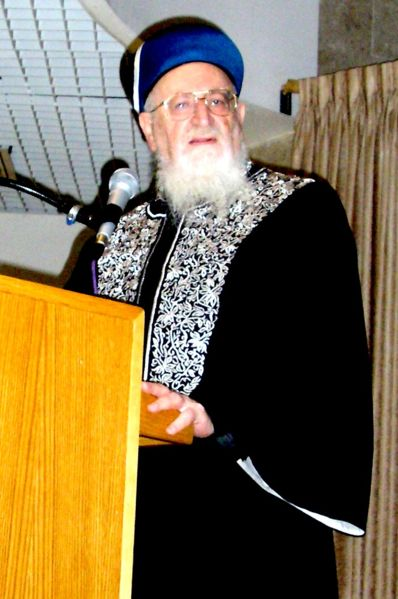
Рав Элияху на лекции в «Йешиват Хорев» в Иерусалиме

Раввин Элияху был известен своими строгими постановлениями («Пискей Дин»). Он продолжил метод иракских евреев, идущих путём «Бен-Иш Хай», что противоречило мнению раввина Овадьи Йосефа, который основывает своё решение по постановлениям рабби Йосеф Каро. Раввин Элияху сочетал в своих постановлениях элементы из каббалы, особенно лурианской.
- Поддерживал продажу сельскохозяйственных земель в Земле Израиля на седьмой год, вслед за сефардской галахической традицией (Хетер мехира).
- В День независимости Израиля предписывал произносить «Галель» без благословения и не произносить печальную молитву таханун.
- Разрешал жертвовать органы умерших для пересадки больным, был участником израильского рабанута разрешившего пересаживать сердце после мозговой смерти, но был против того, чтобы заранее подписываться под разрешением об использовании органов после смерти.
- Не поддерживал генетические проверки отцовства, опасаясь появления вопросов о мамзерах (незаконнорождённых).
- Запрещал в Песах сефардам кушать так называемую богатую мацу (маца ашира), то есть приготовленную на соках вместо воды, наподобие запрета, существующего у ашкеназских евреев.
- Считал хумус и тхину пищей, к которой применимы требования еврейской варки.
- Запрещал, как правило, прохождение женщинами Национальной службы, но соглашался на это в отдельных случаях.

### Общество и государство
После принятия правительством решения о одностороннем размежевании с Газой раввин Элияху выступал много раз с критикой плана во время демонстраций и митингов оппозиции.
Многие жители Гуш-Катифа, которые были последователями раввина Элияху, воздерживались от призывов к осуществлению каких-либо незаконных действий. В интервью в канун Рош ха-Шана, в брошюре «Мааяней ха-Йешуа», раввин Элияху объяснил, что он рекомендует солдатам воздерживаться от выполнения команд по выселению евреев, и рекомендовал отвечать на такие команды офицеров «Я не могу, не могу». Раввин Элияху сказал: "Я бы сказал, что все солдаты должны подойти к своим офицерам и сказать им — «Это аморально, Главный раввинат Израиля постановил, что мы против высылки евреев — и мы не будем выполнить такие команды».

## Семья
- Жена — рабанит Цвия, дочь раввина Азран глава йешивы «Бейт Шмуэль».
- Брат — Раввин Наим бен Элияху, раввин бухарской окрестности в Иерусалиме.
- Сыновья:
  - Адвокат Шломо бен Элияху, советник министра, возглавляет Институт Распространения книг своего отца.
  - Раввин Шмуэль Элияху, член Совета Главного раввината и раввин города Цфат.
  - Раввин Йосеф Элияху, член бейт-мидраш «Метод учительской семинарии».

## Ученики
- Раввин Шмуэль Заафрани — Член йешивы «Хамеири» и личный помощник раввина Элияху.
- Раввин Элияху бен Дахан — генеральный директор раввинского суда в Израиле.
- Раввин Мишаил Рубин — Автор книги «Вечная Жизнь» про Гилхот Авелут.
- Раввин Менахем Бурштейн — Руководитель Института «Пуа».